# Bruchidius imbricornis
Bruchidius imbricornis é uma espécie de insetos coleópteros polífagos pertencente à família Chrysomelidae.
A autoridade científica da espécie é Panzer, tendo sido descrita no ano de 1795.
Trata-se de uma espécie presente no território português.